# 共同关注
《共同关注》是中国中央电视台新闻频道一个新闻资讯节目，改版前是一个公益的专题节目。

## 制作
《共同关注》是新闻节目中心新闻采访部于2003年5月1日在新闻频道推出的一档新闻专题类栏目，栏目以社会类题材为主，围绕“民生、民情、民意”，反映具有普遍意义的社会热点、难点，并力图推动问题的最终解决，栏目强调互动性、贴近性和服务性。节目内容在改版之前主要播出一些人物访谈，基本上是一些贫困山区的人物访谈以及介绍，在北京奥运会后有奥运人物访谈介绍。2009年8月3日中央电视台新闻频道《共同关注》改版后全新亮相，《共同关注》正式移到傍晚时段的18:00开始播出。改版后更突出了新闻性和时效性，增加了与驻外记者的现场连线。改版后的《共同关注》与其他改版后的节目采用相同的包装方式。
该节目改版前一般为周一到周五12:30-13:00首播，现在改版后为18:00-19:00播出。现在的《共同关注》主要和一般新闻节目没有区别，只是选择一天的重点新闻播报，附有手语播报，是新闻频道唯一有手语播报的常规节目。2011年10月22日，《共同关注》加入手语播报。

## 播出

### 主播
现任主播：
朱廣權、和佳、胡蝶、李文静。
代班主播：
张仲鲁、黄峰、严信、王言、何岩柯、苗凯、王音棋。
曾任主播：

改版前：海霞、栗忠民、邱孟煌；改版后：欧阳夏丹、慕林杉、宝晓峰。
手语主播：
刘美玉、尚省三、宋雯、余航、章媛媛、周晔。